# Тафрина явора
Тафри́на я́вора (лат. Taphrina pseudoplatani) — вид грибов рода тафрина (Taphrina) отдела аскомицеты (Ascomycota), паразит клёна (Acer). Вызывает пятнистость листьев.

## Описание
Пятна серые, коричневые или чёрные, неправильной формы с нечёткими краями, размерами до 1 см. Утолщение листовой пластинки не наблюдается.
Мицелий однолетний, развивается под кутикулой.
Сумчатый слой («гимений») имеет вид мучнистого восковидного налёта, обычно на нижней стороне листа.
Аски восьмиспоровые, размерами 13—26×8—13 мкм, короткоцилиндрические или булавовидные с закруглённой верхушкой. Зрелые аски часто содержат многочисленные бластоспоры. Базальные клетки (см. в статье Тафрина) более широкие, чем аски, почти изодиаметрические, размерами 6—13×7—13 мкм.
Аскоспоры шаровидные или эллипсоидальные, 4—5,5×3,5—4,4 мкм.

## Распространение и хозяева
Типовой хозяин — клён белый (Acer pseudoplatanus). 
Taphrina pseudoplatani встречается в Европе, известна в Италии, Польше и Швейцарии.

## Близкие виды
- Taphrina acerina поражает клён остролистный, реже клён полевой, может вызывать образование «ведьминых мётел».
- Taphrina acericola отличается более узкими базальными клетками, поражает клён полевой, мицелий этого вида зимующий, вызывает «ведьмины мётлы».